# Émilie Gleason

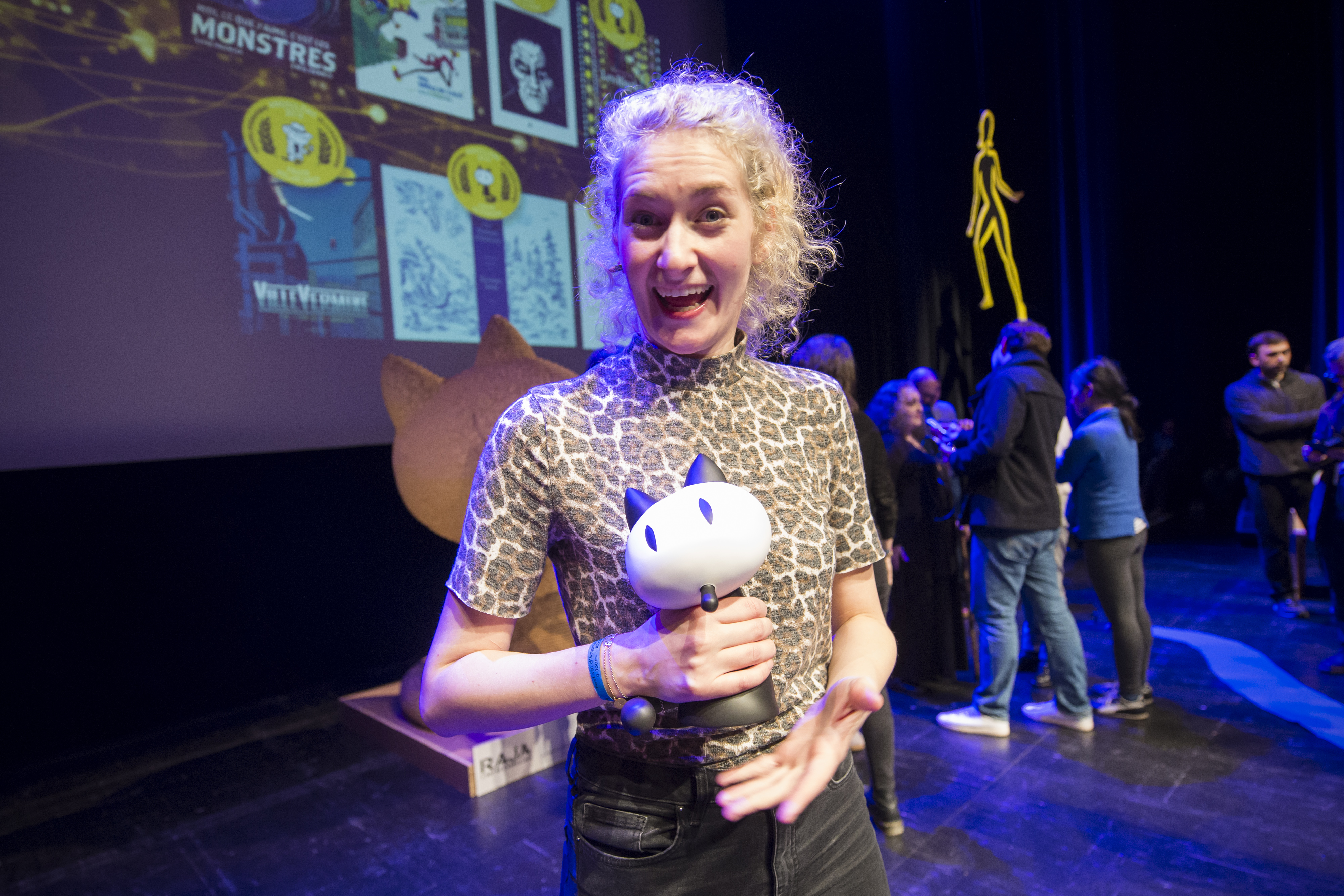
Emilie Gleason bei der Verleihung des Fauve Révélation beim Festival International de la Bande Dessinée d’Angoulême, 2019

Émilie Gleason (* 1992 in Mexiko) ist eine frankophone belgische Comic-Künstlerin.

## Werdegang
Émilie Gleason ist in Mexiko geboren. Sie wuchs mit einem jüngeren Bruder auf. Als Kind einer belgischen Familie las sie viel Tintin, später begeisterte sie sich für die Comicserie Philémon und auch für die Arbeiten von Édika.
Ihre erste Comicveröffentlichung war Salz & Pfeffer: Den englischsprachigen Band mit deutschem Titel, verlegt bei 2D Clouds, präsentierte sie beim Toronto Comic Arts Festival 2015. Im Jahr darauf brachte sie im Selbstverlag eine französische Version, betitelt Micket Boule, heraus. Das Album erzählt von einem Künstler, dessen Leidenschaft das Illustrieren von Kinderbüchern ist und der Besuch von drei Aliens in Mickey Mouse-Gestalt erhält.
2018 erschien Ted, drôle de coco. Dieses Werk war während ihres Kunststudiums an der Haute école des arts du Rhin (HEAR) in Straßburg und in Absprache mit ihrer Familie entstanden: Es schildert, autobiografisch fundiert, das Leben mit Asperger-Syndrom. Dabei versuchte die Autorin, nach Möglichkeit die Perspektive des Protagonisten einzunehmen – inspiriert von Gleasons Bruder und durch die jahrzehntelange Wahrnehmung aus Rolle der Schwester. 85 Prozent des Buches seien wahr, „all die kleinen Anekdoten, die den Charakter ausmachen“, wird Gleason nach einem Interview mit jetzt zitiert. Das Buch wurde in mehrere Sprachen, auch ins Deutsche, übersetzt. Trubel mit Ted (Edition Moderne) war 2020 im Quartal seines Erscheinens Siegertitel der Kritiker-Bestenliste, die aus einer Kooperation von Der Tagesspiegel, Buchreport, comic.de und  rbbKultur hervorgeht. Birte Förster schrieb in Der Tagesspiegel, es sei „verblüffend“, wie „temporeich und dynamisch“ die Graphic Novel gestaltet sei. Weiter arbeitet die Rezensentin die Funktion der „knallige[n] Farben“ heraus und die Methode der Kolorierung, die sich jeweils „nach Teds Wahrnehmungshorizont“ richte: „Menschen, die in seinem Leben eine Bedeutung haben, sind vollständig mit Farbe ausgefüllt. Ihnen haucht Gleason Leben ein. Bei flüchtigen Begegnungen bleibt es bei den Konturen. Skizzenhaft-wackelig wird der Strich und expressive Formen entstehen, wenn Ted in Panik gerät.“ Christian Gasser (SRF2 Kultur) befand, Gleason erzähle „ohne Betroffenheit und Pathos, [...] mit viel Humor, Situationskomik, Schmiss und Tempo.“ Die Erzählweise sei „rasant“ – damit schaffe Gleason „einen geradezu elektrisch aufgeladenen Wirbel aus Anekdoten, Zwischenfällen, Missverständnissen und Abstürzen, die von Teds Unfähigkeit herrühren, mit anderen Menschen zu kommunizieren.“ Marlen Hobrack (Die Tageszeitung) hob die „unsentimentale Direktheit“ von Trubel mit Ted hervor und meinte: „Bunter war schwarzer Humor nie!“
Für zwei Alben arbeitete Gleason 2019 und 2020 mit Szenaristen zusammen, auch illustrierte sie 2021 ein Buch von Hervé Giraud.
2021 erschien L’Origine du Monstre: Das Album, dessen Titel und Titelblatt auf Courbets L’Origine du monde anspielen, greift das biblische Motiv der Arche auf und hat Noah zur Hauptfigur. Laut der Autorin selbst gibt es zwei Wörter, dieses Buch zu beschreiben: zoophil und misanthrop („deux mots pour le décrire: zoophile et misanthrope“). Als „un véritable régal“ wurde diese Arbeit bezeichnet, die zu den verrücktesten und erfrischendsten zähle: Der Humor sei „trash, vulgaire, mais efficace et festif“ („wirkungsvoll und festlich“), zudem sei die graphische Qualität erstaunlich.
2022 war Émilie Gleason Artist in Residence beim Comic-Festival Fumetto in Luzern. Sie lebt (Stand 2022) in Antony, Hauts-de-Seine.

## Werke
- Salz & Pfeffer. 2D Cloud, 2015
- Slapinbag. Journal de rêves. Le Berbolgru, coll. Falfla, 2017
- Ted, drôle de coco. Atrabile, coll. Flegme, 2018
- Comment survivre. Éditions Lapin, 2018
- Les Gros Bras de Polka. Biscoto, 2018
- mit Frédéric Marais (Szenario): Toute une histoire pour un sourire. Fourmis Rouges, 2019
- Rumeur(s), Polystyrène. collection Façades, 2019
- mit Vikash Dhorasoo (Szenario): J' perds pas la boule. Revival, 2020
- Jean-Shrek a peur des maisons, collection Coco Comics, L’Articho, 2021
- mit Hervé Giraud (Text): Le garçon qui croyait qu’on ne l’aimait plus. Editions Seuil Jeunesse, collection « Le Grand bain », 2021
- L’Origine du Monstre. BD Cul, 2021

## Würdigungen
- 2019: Prix révélation, Festival International de la Bande Dessinée d’Angoulême